# Jenny Lavarda
Jenny Lavarda (Marostica, 22 gennaio 1984) è un'arrampicatrice italiana.
Pratica le competizioni di difficoltà e di boulder, l'arrampicata in falesia, il bouldering, le vie lunghe e l'arrampicata su ghiaccio.

## Biografia
Appassionata di montagna fin da piccola, ha salito la sua prima via ferrata a sei anni e ha iniziato ad arrampicare a sette con i genitori. È la prima donna italiana ad aver scalato un 8c, Claudio Caffè ad Arco. Dal 1998 è la dominatrice del Campionato italiano lead di arrampicata e la migliore atleta italiana nelle competizioni internazionali. Nel 2000, raggiunti i sedici anni, ha cominciato a partecipare alla Coppa del mondo sia nel boulder che nella difficoltà.
I suoi migliori risultati di tappa in Coppa del mondo sono tre terzi posti, tutti nel 2004: due volte nel boulder e una nella difficoltà.
Il suo miglior risultato finale è il settimo posto nella Coppa del mondo di arrampicata 2004 e 2005 nella lead e il sesto posto nella Coppa del mondo di arrampicata 2004 nel boulder.

## Palmarès

### Coppa del mondo
|         | 2000 | 2001 | 2002 | 2003 | 2004 | 2005 | 2006 | 2007 | 2008 | 2009 | 2010 | 2011 | 2012 | 2013 | 2014 |
| ------- | ---- | ---- | ---- | ---- | ---- | ---- | ---- | ---- | ---- | ---- | ---- | ---- | ---- | ---- | ---- |
| Lead    | 8    | 8    | 8    | 9    | 7    | 7    | 12   | 16   | 25   | 19   | 25   | 14   | 15   | 15   | 27   |
| Boulder | 28   |      | 11   | 39   | 6    | 18   | 37   | 13   | 29   | 21   | 10   | 18   | 50   | 26   | 37   |

### Campionato del mondo
|         | 2001 | 2003 | 2005 | 2007 | 2009 | 2011 | 2012 | 2014 |
| ------- | ---- | ---- | ---- | ---- | ---- | ---- | ---- | ---- |
| Lead    | 5    | 4    | 21   | 18   | 15   | 14   | 12   | 14   |
| Boulder |      |      | 24   | 16   | 14   | 21   | 17   | 19   |
| Speed   |      |      |      | 7    | 26   | 21   | 43   |      |

## Falesia

### Lavorato
- 8c/5.14b:
  - Reini's Vibes - Massone (ITA) - 18 giugno 2009[1]
  - Claudio Caffè - Terra Promessa (ITA) - 8 settembre 2006 - Prima donna italiana a salire un 8c[2]
- 8b+/5.14a:
  - Highlander - Boscoverde (ITA) - 31 agosto 2009[3]
  - Pietramurata - Arco (ITA) - 26 aprile 2009
  - Le dita del guerriero - Covolo (ITA) - 23 giugno 2006[4]
  - Jurassic climb - Erto (ITA) - 4 luglio 2004
  - Arrampilonga - Alpi Apuane (ITA) - 4 gennaio 2003

### A vista
Ha salito a vista fino all'8a+.

## Vie lunghe
- Solo per vecchi guerrieri - Vette Feltrine (ITA) - 5 ottobre 2009 - Quarta salita della via di Maurizio Zanolla[5]

## Arrampicata su ghiaccio
Ha vinto la Coppa del mondo di arrampicata su ghiaccio nel 2007 e 2008.